# Lyle Llewellyn Phillips
Lyle Llewellyn Phillips (1923) es un botánico estadounidense, que se destacó en el estudio de la taxonomía de la familia Fabaceae con énfasis en su género Lupinus.
Obtuvo su B.Sc. por la Universidad de Redlands, el M.Sc. por la Universidad Estatal de Carolina del Norte, y el doctorado por la Universidad de Washington, siendo allí profesor de ciencias de cultivos.

## Algunas publicaciones

### Libros
- 1954. A Revision of the Genus Lupinus in Northwestern North America: A Taxonomic Study. Reimpreso de University of Washington, 178 p.
- La abreviatura «L.Ll.Phillips» se emplea para indicar a Lyle Llewellyn Phillips como autoridad en la descripción y clasificación científica de los vegetales.[5]